# Kommunikationsleden Söderhamn–Bollnäs
| Streckennummer: | SBJ              |                                                       |           |
| Streckenlänge: | 15 km / 2 km     |                                                       |           |
| Spurweite: | 1217 mm / 891 mm |                                                       |           |
| |                  |                                                       |           |
| \| \| 0 \| Söderhamn \| Söderhamn \| \| \| \| Berga \| \| \| \| \| Kinsta \| \| \| \| \| Marma \| \| \| \| 15 \| Bergvik \| Bergvik \| \| \| \| Fähre nach Landaforsen, nach Skog sowie nach Kilafors \| \| \| \| 0 \| Landa \| Landa \| \| \| 2 \| Edsänge \| Edsänge \| \| \| \| Fähre nach Bollnäs \| \| |                  |                                                       |           |
| Kopfbahnhof Streckenanfang (Strecke außer Betrieb) | 0                | Söderhamn                                             | Söderhamn |
| Bahnhof (Strecke außer Betrieb) |                  | Berga                                                 | Berga     |
| Bahnhof (Strecke außer Betrieb) |                  | Kinsta                                                | Kinsta    |
| Bahnhof (Strecke außer Betrieb) |                  | Marma                                                 | Marma     |
| Kopfbahnhof Streckenende (Strecke außer Betrieb) | 15               | Bergvik                                               | Bergvik   |
| |                  | Fähre nach Landaforsen, nach Skog sowie nach Kilafors |           |
| Kopfbahnhof Streckenanfang (Strecke außer Betrieb) | 0                | Landa                                                 | Landa     |
| Kopfbahnhof Streckenende (Strecke außer Betrieb) | 2                | Edsänge                                               | Edsänge   |
| |                  | Fähre nach Bollnäs                                    |           |

Der Kommunikationsleden Söderhamn–Bollnäs (deutsch: Verkehrsweg Söderhamn–Bollnäs) war eine Verkehrsverbindung in Schweden. Er bestand aus der Bahnstrecke Söderhamn–Bergvik (Spurweite 1217 mm), der Pferdebahnstrecke Landa–Edsänge (Spurweite 891 mm) sowie mehreren Schifffahrtslinien über den See Bergviken und den Fluss Ljusnan.

## Vorgeschichte
Mitte der 1850er Jahre wurde in der Region um Söderhamn versucht, bessere Verkehrsverbindungen vom Hinterland zur Küste zu errichten. An der Küste entstanden Eisenhütten und schnell wachsende Holzfirmen. Die Rohstoffe für die Eisenherstellung sowie Holz und Holzkohle als Brennstoff wurden im Hinterland gefunden. Am 12. August 1853 trafen sich Vertreter verschiedener Unternehmen in Söderhamn, um diese Verbindungen zu diskutieren. In der Sitzung wurden verschiedene Lösungen aufgezeigt, die einen Verbund von Bahnstrecken mit Schifffahrtslinien vorsahen.
Es wurde ein Ausschuss gegründet, der sich am 19. und 20. Oktober 1853 erneut traf. Dort wurde der Bau einer Eisenbahn zwischen Söderhamn und dem See Bergviken mit Dampflokomotiven beschlossen. Zudem sollte zwischen Landa und Edsänge eine Pferdebahn errichtet werden. Berechnungen ergaben Baukosten von 400.000 Reichstaler. Die Strecken sollten bei einem jährlichen geschätzten Frachtaufkommen von 27.000 Tonnen sieben Monate im Jahr betrieben werden.
Unter der Leitung von P. G. Widmark fanden sich am 16. Januar 1856 im Rathaus von Söderhamn die Interessenten zur Gründung einer Eisenbahnaktiengesellschaft zusammen. Dabei wurden Aktien im Wert von 625.000 Reichstaler für den Streckenabschnitt Söderhamn–Bergvik und 407.000 Reichstaler für die Pferdebahn nach Landa gezeichnet. Die Versammlung beschloss zudem, staatliche Kredite zu beantragen.

## Söderhamns Jernvägs Aktiebolag
Am 27. Juli 1856 berichtete Widmark in einer erneuten Sitzung, dass eine Staatsanleihe von 500.000 Reichstaler gewährt wurde. Daraufhin wurde am 17. September 1858 die Söderhamns Jernvägs Aktiebolag gegründet, die am 24. September die Konzession für den Betrieb der Strecke erhielt. Ziel der Gesellschaft war es, ein Eisenbahnstrecke von Söderhamn nach Bergvik zu bauen sowie den gesamten Verkehrsweg von Söderhamn nach Bollnäs zu betreiben. Dieser Kommunikationsleden sollte aus einer mit Lokomotiven betriebenen Bahnstrecke zwischen Söderhamn und Bergvik, einer zehn Kilometer langen Schifffahrtslinie über den See Bergviken zwischen Bergvik und Landa, einer zwei Kilometer langen Pferdebahn zwischen Landa und Edsänge sowie einer weiteren, 15 Kilometer langen Schifffahrtslinie über den See Varpen und den Ljusnan zwischen Edsänge und Bollnäs bestehen.

## Bahnstrecke Söderhamn–Bergvik
Unter der Leitung von Claes Adolf Adelsköld sowie dem Ingenieur J. A. Söderlind begannen die Bauarbeiten am 27. September 1858. Am 9. September 1861 konnte die Bahn in Betrieb genommen werden, die Einweihung erfolgte am 15. September 1861. Die Strecke hatte eine Spurweite von 1217 mm (4,1 englische Fuß), die Länge betrug 15 Kilometer und die Schienen hatten ein Metergewicht von etwa 20,5 Kilogramm. Bereits 1860 wurde für den Streckenbau die erste Dampflokomotive geliefert. Da im Laufe der Jahre der Verkehr stark anstieg, wurden weitere, stärke Lokomotiven beschafft.
| Nummer | Name          | Bauart    | Achsfolge | Hersteller                             | Fabr.-Nr./ Baujahr |
| ------ | ------------- | --------- | --------- | -------------------------------------- | ------------------ |
| 1      | P. H. WIDMARK | Tenderlok | B         | Nyköpings Mekaniska Verkstad, Nyköping | 1/1860             |
| 2      | J. G. BROLIN  | Tenderlok | B         | Nyköpings Mekaniska Verkstad, Nyköping | 2/1860             |
| 3      | P. C. RETTIG  | Tenderlok | B         | Nyköpings Mekaniska Verkstad, Nyköping | 8/1863             |
| 4      | SÖDERHAMN     | Tenderlok | C 1'      | Nydqvist & Holm, Trollhättan           | 18/1870            |
| 5      | THOR          | Tenderlok | C 1'      | Nydqvist & Holm, Trollhättan           | 33/1873            |
| 6      | SLEIPNER      | Tenderlok | C 1'      | Nydqvist & Holm, Trollhättan           | 49/1874            |

Für den Fahrgastverkehr wurden drei Personenwagen mit 1. und 3. Klasse gekauft. Die Wagen hatte Eingangstüren an den Seiten. Da die Zahl der Fahrgäste stieg, wurden weitere Personenwagen gekauft, so dass im Jahr der Betriebseinstellung 1885 sechs zweiachsige Wagen zur Verfügung standen. Für den Güterverkehr begann der Betrieb mit 60 offenen zweiachsigen Güterwagen. Der Güterverkehr erhöhte sich Jahr für Jahr. 1885 existierten 222 Wagen mit einer Tragfähigkeit von 1604 Tonnen.
Ab dem 1. Juni 1863 galt folgender Fahrplan: täglich außer Sonn- und Feiertagen:
- ab Söderhamn 7.30, 10.45, 14.30 und 19.30 Uhr; ab Bergvik 9.00, 12.15, 16.00 und 21.00 Uhr. Alle Züge hielten an den Zwischenstationen Berga, Kinsta und Marma.

## Schiffsstrecke Bergvik–Landa
Die Schiffsstrecke wurde wie die Bahnstrecke Söderhamn–Bergvik am 9. September 1861 eröffnet. Dafür wurde von der Eisenbahngesellschaft das Dampfschiff BERGVIKEN beschafft. Das 33 Meter lange und 6 Meter breite Schiff besaß eine Dampfmaschine mit 30 PS. Zudem kaufte die Gesellschaft ein kleineres Dampfboot namens CHRISTIAN sowie einige Lastkähne. 1880 existierten die S/S Kilhafors,S/S Warpen und S/S Bergviken.
Das Schiff CHRISTIAN fuhr ab dem 1. Juni 1863 immer montags, dienstags, donnerstags und freitags außer an Sonn- und Feiertagen von Bergvik nach Landa um 8.15 Uhr und von Landa nach Bergvik um 10.30 Uhr im Passagierverkehr.

## Pferdebahn Landa–Edsänge
Wie die anderen Teile des Kommunikationsleden wurde dieser Abschnitt am 9. September 1861 dem Betrieb übergeben. Die 1,9 Kilometer lange Strecke wurde in der Spurweite 891 mm ausgeführt. Zuerst hießen die Endstationen Landa vid Bergviken und Landa vid Varpen nach der Lage an den jeweiligen Gewässern. Später wurden sie Landa und Edsänge genannt. Der höchste Punkt der Strecke lag etwa in Streckenmitte. Die Gesellschaft selbst besaß keine Pferde, sondern lieh sich diese in den umliegenden Orten. Es existierten zwei Personenwagen 3. Klasse und drei offene Güterwagen.

## Schiffsstrecke Edsänge–Bollnäs
Die Schifffahrtstrecke führte über den See Varpen, der Teil des Ljusnan ist. Die Strecke wurde wie die anderen Teile des Kommunikationsleden am 9. September 1861 für den Verkehr freigegeben. Für den Verkehr wurde das Dampfschiff VARPEN sowie ein Lastkahn beschafft. Die Anlegestelle in Bollnäs wurde Broddlägret genannt.
Die VARPEN verkehrte ab 1. Juni 1863 mit Passagieren von Bollnäs nach Landa (Edsänge) um 8.15 Uhr und von Landa (Edsänge) nach Bollnäs um 11.15 Uhr. Der Fahrkartenverkauf begann eine halbe Stunde vor Abfahrt und endete fünf Minuten vor der Abfahrt.
Die Kosten für den Bau der Gesamtstrecke zwischen Söderhamn und Bollnäs beliefen sich auf 1.114.650 Kronen. Der für den Bahnbau zuständige Ingenieur J. A. Söderlind war von 1861 bis 1872 der erste Betriebsleiter.

## Kommunikationsleden Söderhamn–Kilafors
Mit dem Bau der Stambanan genom Norrland erhielt neben Bollnäs Kilafors einen Anschluss an das schwedische Bahnnetz. Vom Bahnhof Kilafors wurde eine zwei Kilometer lange Nebenstrecke zu einem Bahnhof direkt am See Bergviken errichtet. Diese Station erhielt den Namen Kilafors nedre. Mit der Inbetriebnahme dieser Anschlussbahn am 6. Juni 1879 wurde der Name in Kommunikationsleden Söderhamn–Kilafors geändert. Auf der Schiffsstrecke Bergvik–Landa, der Pferdebahn Landa–Edsänge und der Schiffsstrecke Edsänge–Bollnäs wurde der Betrieb am Abend des 6. Juni eingestellt. Die Schiffe verkehrten ab diesem Tag auf der Route zwischen Kilafors nedre und Bergvik.

## Einstellung und Umbau
Die Gesellschaft erkannte frühzeitig, dass die Bahnstrecke an die Stambanan genom Norrland angeschlossen werden musste, um das übrige Schweden per Bahn zu erreichen. Eine geeignete Verbindung wurde in der Nähe von Kilafors gefunden. Es wurde angenommen, dass die Staatsbahn die gleiche Spurweite von 1217 mm haben würde. Der Staat hatte jedoch beschlossen, die Staatsbahnen nördlich von Storvik in der gleichen Spurweite wie die anderen staatlichen Strecken in Normalspur mit 1435 mm zu errichten.
Daher entschied 1882 die Hauptversammlung der Söderhamns Järnvägsaktiebolag, die vorhandene Strecke auf Normalspur umzubauen und bis nach Kilafors zu verlängern. 1883 beschloss der schwedische Reichstag, die Strecke zwischen Söderhamn und Bergviken zum 1. November 1885 für den Preis von 400.000 Kronen zu übernehmen sowie Gelder für den Umbau zur Verfügung zu stellen. Die Planungen für die Verlängerung der Strecke nach Kilafors und den Umbau beinhalteten einen Neubau des Bahnhofes in Söderhamn sowie die Fortsetzung der Strecke bis zum Hafen Stugsund.
Am 15. November 1885 verkehrte der letzte Zug auf der alten Söderhamnsbanan. Am 2. Juli 1886 wurde die der schwedischen Staatsbahn gehörende Strecke Kilafors–Söderhamn–Stugsund eröffnet.

## Museumsbahn Landa
In der Nähe von Landa existiert heute die 1989 gegründete Museumsbahn Landabanan mit 600 mm Spurweite. Die neu errichtete Strecke benutzt ein Teilstück der ehemaligen Pferdebahn.